# Blaze (ARC)
Blaze is het derde muziekalbum van ARC. De beide leden Ian Boddy en Mark Shreeve deden er twee jaar over om het album op te nemen. Ze waren ook bezig met hun eigen albums. Voor dit album schakelden ze een echte percussionist in. Op het album zijn (binnen ARC) de eerste sequencers in rockstijl te horen. Ook bij dit album is dankzij Shreeve de muziek van Tangerine Dream uit de jaren zeventig (Berlijnse School voor elektronische muziek) niet ver weg, experimentele ambient werd vertegenwoordigd door Boddy. Er verschenen in 2003 1500 exemplaren van deze compact disc.

## Musici
- Ian Boddy, Mark Shreeve – synthesizers, elektronica
  - apparatuur: Akai S5000, Analogue Systems Mudular, ARP Instruments (ARP 2600), Emagic ESE, Emagic Logic Platinum, Fender Rhodes SAtage 73, Kurzweil Music Systems (K2000), Minimoog, Moog IIIC modular, Native Instruments B4, Oberheim Electronics (Xpander), Pluggo, PPG Wave 3, Spectrasonics Atmosphere, Studio Electronics MidiMini, Yamaha CS-30 en VCS3
- Carl Brooker – slagwerk, percussie op track 1, 4, 6 en 8

## Muziek
| Nr. | Titel              | Duur  |
| --- | ------------------ | ----- |
| 1.  | Blaze              | 5:02  |
| 2.  | Corrosion          | 9:27  |
| 3.  | Trial in scarlet   | 5:16  |
| 4.  | Klangwand          | 10:16 |
| 5.  | Silent white light | 4:40  |
| 6.  | Sparked            | 5:41  |
| 7.  | Mother             | 5:07  |
| 8.  | Pulse drive        | 8:52  |